# Гарай, Ромола
Ро́мола Га́рай (один из вариантов написания Ро́мола Га́раи), правильнее Ро́мола Гэ́ри (англ. Romola Garai [ˈrɒmələ ˈɡæri]; род. 6 августа 1982, Гонконг) — британская актриса и кинорежиссёр.

## Биография
Ромола Гарай родилась 6 августа 1982 года в Гонконге. Её мать Дженет — журналистка, отец Эдриан Гарай — банковский менеджер. Дедушка Бернгард «Берт» Гарай — еврей-эмигрант из Венгрии — был основателем пресс-фотоагентства Кейстоун (Keystone Press-Photographic agency). В семье, помимо Ромолы, росло ещё трое детей. Её необычное имя — женская версия от Romulus, имени одного из легендарных основателей Рима.
Когда девочке было пять лет, семья переехала в Сингапур, а через три года в Уилтшир, Великобритания. В шестнадцатилетнем возрасте Ромола переселилась в Лондон, где посещала школу для девочек в Сити и начала работать моделью. Параллельно она принимала участие во всех школьных театральных постановках, а также появлялась на подмостках Национального Молодёжного театра (англ. National Youth Theatre). Успешно окончив школу, Ромола поступила в университет королевы Марии, где изучала английскую литературу.
В 18 лет девушку заметил агент по подбору актёров, предложивший ей эпизодическую роль Элизабет в телевизионном сериале «Последняя из блондинок-красоток» (англ. The Last of the Blonde Bombshells).
После участия в нескольких проектах на канале BBC её первым успехом стала роль в экранизации классического романа Чарльза Диккенса «Николас Никклби» в 2002 году. Фильм получил положительные отзывы, а актёрский состав удостоился награды от Национального совета критиков США.
После утверждения на роль Кассандры в драме Тима Файвелла «Я захватываю замок» Ромола решила бросить учёбу и сосредоточить силы на актёрской карьере. В 2003 году она была номинирована на премию BIFA в категории «Самый многообещающий дебютант», а через год снова была в списках номинантов BIFA за роль второго плана в драме «А в душе я танцую», за которую в 2005 году получила награду Лондонского сообщества кинокритиков.
В 2004 году Гарай снялась в киноверсии романа Теккерея «Ярмарка тщеславия» и романтической мелодраме «Грязные танцы 2: Гаванские ночи».
После премьеры в 2007 году «Ангела» Франсуа Озона ежедневник The Independent назвал Ромолу «актрисой года». В том же году она появилась в картине «Искупление», где её партнёрами стали Джеймс МакЭвой и Кира Найтли. Критики высоко оценили её игру, и Ромола получила номинацию на премию газеты Evening Standard в категории «Лучшая актриса».
Режиссёр Стивен Полиакофф, работавший с актрисой над фильмом «1939», назвал её «следующей Кейт Уинслет» и выразил мнение, что в будущем Ромола станет одной из самых влиятельных британских актрис.
В 2009 году Ромола исполнила роль Эммы Вудхаус в мини-сериале канала BBC «Эмма» по одноимённому роману Джейн Остин, за работу в котором она была номинирована на соискание премии «Золотой глобус» в категории «Лучшая женская роль в мини-сериале или телефильме».
В марте 2013 года она родила дочь, а в июле 2014 года вышла замуж за отца ребёнка — актёра Сэма Хоара. Позже у них родился второй ребёнок.

## Фильмография
Актриса
| Год  |    | Русское название                      | Оригинальное название                 | Роль                    |
| ---- | -- | ------------------------------------- | ------------------------------------- | ----------------------- |
| 2000 | ф  | Последняя из блондинок-красоток       | The Last of the Blonde Bombshells     | Элизабет (в молодости)  |
| 2002 | ф  | Николас Никклби                       | Nicholas Nickleby                     | Кейт Никклби            |
| 2003 | ф  | Я захватываю замок                    | I Capture the Castle                  | Кассандра Мортмэн       |
| 2004 | ф  | А в душе я танцую                     | Inside I'm Dancing                    | Шивон                   |
| 2004 | ф  | Грязные танцы 2: Гаванские ночи       | Dirty Dancing: Havana Nights          | Кейти Миллер            |
| 2004 | ф  | Ярмарка тщеславия                     | Vanity Fair                           | Эмилия Седли            |
| 2005 | с  | Удивительное путешествие Мэри Брайант | The Incredible Journey of Mary Bryant | Мэри                    |
| 2006 | ф  | Сенсация                              | Scoop                                 | Вивьен                  |
| 2006 | мф | Ренессанс                             | Renaissance                           | Илона                   |
| 2006 | ф  | Как вам это понравится                | As You Like It                        | Селия                   |
| 2006 | ф  | Удивительная лёгкость                 | Amazing Grace                         | Барбара Спунер          |
| 2007 | ф  | Ангел                                 | Real Life of Angel Deverell           | Энжел Деверелл          |
| 2007 | ф  | Искупление                            | Atonement                             | Брайони Таллис в 18 лет |
| 2008 | ф  | Другой мужчина                        | The Other Man                         | Эбигейл                 |
| 2009 | ф  | 1939                                  | Glorious 39                           | Энн Кейес               |
| 2009 | с  | Эмма                                  | Emma                                  | Эмма Вудхаус            |
| 2011 | ф  | Один день                             | One Day                               | Сильви Коуп             |
| 2011 | ф  | Багровый лепесток и белый             | The Crimson Petal and the White       | Конфетка (Sugar)        |
| 2011 | с  | Час                                   | The Hour                              | Бел Роули               |
| 2011 | ф  | Отбросы                               | Junkhearts                            | Кристина                |
| 2013 | ф  | Обладая тобой                         | Having You                            | Камилла                 |
| 2013 | ф  | Последние дни на Марсе                | The Last Days on Mars                 | Ребекка Лэйн            |
| 2015 | ф  | Суфражистка                           | Suffragette                           | Элис Сингер             |
| 2016 | ф  | Доминион                              | Dominion                              | Кейтлин Томас           |
| 2016 | ф  | Секрет Черчилля                       | Churchill's Secret                    | Милли Эпплярд           |
| 2017 | с  | Миниатюрист                           | Miniaturist                           | Марин Брандт            |
| 2017 | с  | Рожденный убивать                     | Born to Kill                          | Дженни                  |
| 2022 | с  | Становление Елизаветы                 | Becoming Elizabeth                    | Мария I Тюдор           |
| 2023 | ф  | Критик                                | The Critic                            | Мадлен Фаревелл         |
| 2023 | ф  | Одна жизнь                            | One Life                              | Дорин Уоринер           |
| 2024 | ф  | Сенсация                              | Scoop                                 | Эсме Рен                |

Режиссёр
| Год  |   | Русское название | Оригинальное название | Роль                |
| ---- | - | ---------------- | --------------------- | ------------------- |
| 2020 | ф | Амулет           | Amulet                | режиссёр, сценарист |